# Tour d'Italie 1953

La 36e édition du Tour d'Italie s'est élancée de Milan le 12 mai 1953 et est arrivée à Milan le 2 juin. L'Italien Fausto Coppi y a remporté son cinquième succès sur le Giro, égalant Alfredo Binda.

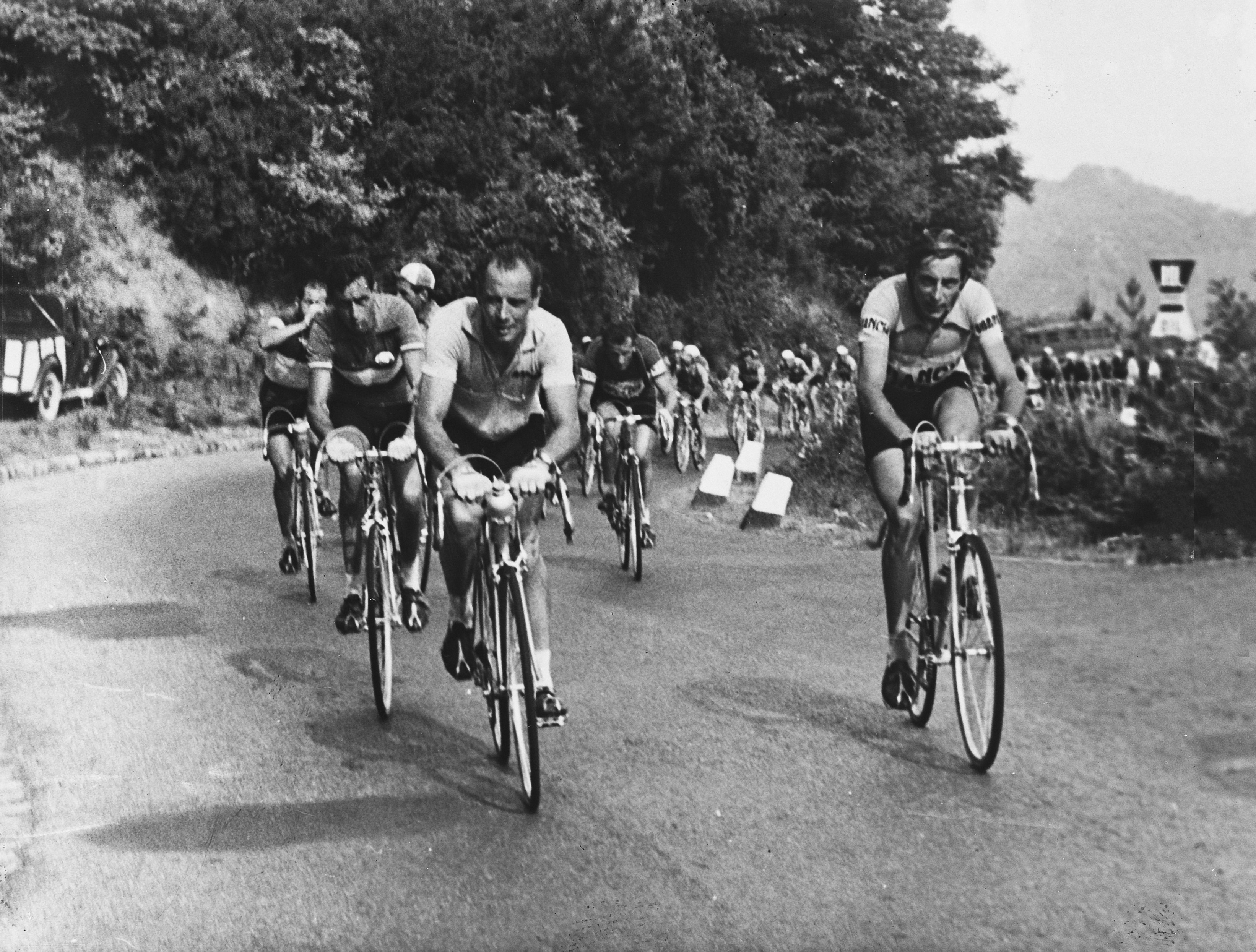
Superbe duel entre Hugo Koblet et Fausto Coppi durant le Giro 1953.

## Résumé de la course
Au départ du Giro, Fausto Coppi et Hugo Koblet semblaient les mieux préparés. Dans l’étape contre-la-montre entre Follonica et Pise, Koblet repoussa ensuite Coppi à 1’21”. Il exerça ensuite un contrôle obsessionnel sur la course, au grand dam du public. Coppi avait un retard de trois minutes au pied des Dolomites et son sprint victorieux à Bolzano était vain après avoir échoué à lancer une grande offensive sur le Falzarego, Pordoi et le Sella. Mais, dans les lacets du col du Stelvio, qui faisait son apparition sur le parcours, Coppi a renversé la situation pour se présenter en vainqueur au Vigorelli, devant Koblet et Pasquale Fornara.

## Coppi et la légende du Stelvio
Lors de la 20e étape sur les routes du col du Stelvio (27,7 km d'ascension à 7,7% de moyenne et 2757 mètres d'altitude), emprunté pour la première fois dans l'histoire de la course, on assiste à un renversement total de la course. En effet, alors que le Suisse Hugo Koblet semble indéboulonnable de la tête du classement général, un homme va personnifier le dépassement de soi : c'est Fausto Coppi. Le fabuleux coureur italien, déjà vainqueur du Giro à quatre reprises, signe un incroyable retour sur la première marche du podium. Un démarrage cinglant du Campionissimo dans les lacets du Stelvio, laisse sur place ses concurrents dont Hugo Koblet. C’est en solitaire que le champion italien rallie Bormio et s’empare de son cinquième Tour d’Italie. Fausto Coppi devance à Milan le Suisse de 1 min 29 s. au classement général.

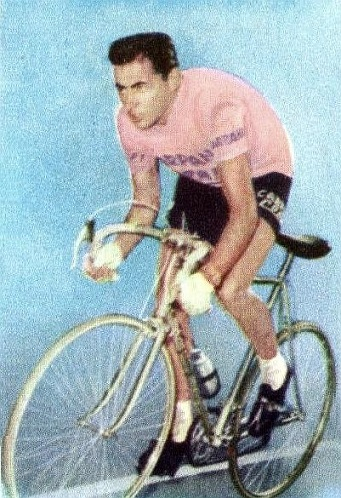
Fausto Coppi vainqueur pour la cinquième fois du Giro en 1953.

## Équipes participantes
| N.    | Code | Équipe     |
| ----- | ---- | ---------- |
| 1-7   | GIR  | Girardengo |
| 8-14  | FRA  | France     |
| 15-21 | LOC  | Locomotief |
| 22-28 | FIO  | Fiorelli   |
| 29-35 | GUE  | Guerra     |
| 36-42 | BIA  | Bianchi    |
| 43-49 | ARB  | Arbos      |
| 50-56 | ATA  | Atala      |

| N.      | Code | Équipe     |
| ------- | ---- | ---------- |
| 57-63   | BAR  | Bartali    |
| 64-70   | BOT  | Bottecchia |
| 71-77   | FRE  | Frejus     |
| 78-84   | GAN  | Ganna      |
| 85-91   | LEG  | Legnano    |
| 92-98   | BEN  | Benotto    |
| 99-105  | TOR  | Torpado    |
| 106-112 | WEL  | Welter     |

## Classement général
| 1  | Fausto Coppi      | 118 h 37 min 26 s |
| 2  | Hugo Koblet       | à 1 min 29 s      |
| 3  | Pasquale Fornara  | à 6 min 55 s      |
| 4  | Gino Bartali      | à 14 min 08 s     |
| 5  | Angelo Conterno   | à 20 min 51 s     |
| 6  | Stan Ockers       | à 24 min 14 s     |
| 7  | Giovanni Roma     | à 24 min 35 s     |
| 8  | Guido De Santi    | à 25 min 06 s     |
| 9  | Fiorenzo Magni    | à 25 min 39 s     |
| 10 | Vincenzo Rossello | à 26 min 21 s     |

## Étapes
| Étape     | Date     | Villes étapes                         | km       | Vainqueur d'étape    | Leader du classement général |
| --------- | -------- | ------------------------------------- | -------- | -------------------- | ---------------------------- |
| 1re étape | 12 mai   | Milan – Abano Terme                   | 263      | Wim van Est          | Wim van Est                  |
| 2e étape  | 13 mai   | Abano Terme - Rimini                  | 278      | Pasquale Fornara     | Guido De Santi               |
| 3e étape  | 14 mai   | Rimini - San Benedetto del Tronto     | 182      | Albino Crespi        | Guido De Santi               |
| 4e étape  | 15 mai   | San Benedetto del Tronto - Roccaraso  | 171      | Fausto Coppi         | Pasquale Fornara             |
| 5e étape  | 16 mai   | Roccaraso - Naples                    | 149      | Ettore Milano        | Pasquale Fornara             |
| 6e étape  | 17 mai   | Naples - Rome                         | 285      | Raffaele Marcoli     | Guido De Santi               |
| 7e étape  | 18 mai   | Rome - Grosseto                       | 178      | Giovanni Corrieri    | Giovanni Corrieri            |
| 8e étape  | 18 mai   | Grosseto - Follonica                  | 48 (CLM) | Hugo Koblet          | Hugo Koblet                  |
| 9e étape  | 19 mai   | Follonica - Pise                      | 114      | Rik Van Steenbergen  | Hugo Koblet                  |
| 10e étape | 21 mai   | Pise - Modène                         | 189      | Fiorenzo Magni       | Hugo Koblet                  |
| 11e étape | 22 mai   | Modène - Modène                       | 30 (CLM) | Bianchi              | Hugo Koblet                  |
| 12e étape | 23 mai   | Modène - Gênes                        | 278      | Giorgio Albani       | Hugo Koblet                  |
| 13e étape | 24 mai   | Gênes - Bordighera                    | 256      | Oreste Conte         | Hugo Koblet                  |
| 14e étape | 25 mai   | Bordighera - Turin                    | 242      | Pietro Giudici       | Hugo Koblet                  |
| 15e étape | 26 mai   | Turin - San Pellegrino Terme          | 232      | Giovannino Assirelli | Hugo Koblet                  |
| 16e étape | 28 mai   | San Pellegrino Terme - Riva del Garda | 279      | Fiorenzo Magni       | Hugo Koblet                  |
| 17e étape | 29 mai   | Riva del Garda - Vicence              | 166      | Bruno Monti          | Hugo Koblet                  |
| 18e étape | 30 mai   | Vicenza - Auronzo di Cadore           | 186      | Bruno Monti          | Hugo Koblet                  |
| 19e étape | 31 mai   | Auronzo di Cadore - Bolzano           | 164      | Fausto Coppi         | Hugo Koblet                  |
| 20e étape | 1er juin | Bolzano - Bormio                      | 125      | Fausto Coppi         | Fausto Coppi                 |
| 21e étape | 2 juin   | Bormio - Milan                        | 220      | Fiorenzo Magni       | Fausto Coppi                 |

## Classements annexes
| Classement de la montagne | Pasquale Fornara | ... points |
| Deuxième                  | Fausto Coppi     | ... points |
| Troisième                 | Gino Bartali     | ... points |

## Liste des coureurs
| Girardengo Belgio | Francia | Alessandro Locomotief |
| - 1 Rik Van Steenbergen (Bel) 44e - 2 Stan Ockers (Bel) 6e - 3 Léopold Degraeveleyn (Bel) ab - 4 Maurice Mollin (Bel) ab - 5 Alois Vansteenkiste (Bel) 60e - 6 Basiel Wambeke (Bel ab) - 7 Roger Gyselinck (Bel) ab      | - 8 Louison Bobet (Fra) ab - 9 Raphaël Géminiani (Fra) 30e - 10 Jean Bobet (Fra) ab - 11 Roger Buchonnet (Fra) ab - 12 Charles Coste (Fra) ab - 13 Roger Pontet (Fra) 24e - 14 Jacques Vivier (Fra) ab                  | - 15 Wout Wagtmans (Hol) ab - 16 Hein Van Breenen (Hol) 72e - 17 Hans Dekkers (Hol) ab - 18 Adri Suykerbuyk (Hol) 71e - 19 Gerrit Peters (Hol) ab - 20 Wim Van Est (Hol) 13e - 21 Thijs Roks (Hol) 51e                 |
| Fiorelli Spagna Ideor | Guerra Svizzeria | Bianchi |
| - 22 Bernardo Ruiz (Esp) 29e - 23 Senén Blanco Diez (Esp) ab - 24 José Escolano Sanchez (Esp) ab - 25 Jesús Loroño (Esp) 43e - 26 Miguel Gual (Esp) 57e - 27 Andrés Trobat (Esp) 41e - 28 José Vidal Porcar (Esp) 67e    | - 29 Hugo Koblet (Sui) 2e - 30 Ferdi Kübler (Sui) ab - 31 Emilio Croci-Torti (Sui) ab - 32 Walter Diggelmann (Sui) 69e - 33 Rolf Graf (Sui) ab - 34 Remo Pianezzi (Sui) 55e - 35 Fritz Schär (Sui) 14e                  | - 36 Fausto Coppi (Ita) 1e - 37 Andrea Carrea (Ita) 22e - 38 Fiorenzo Crippa (Ita) 52e - 39 Stefano Gaggero (Ita) 35e - 40 Michele Gismondi (Ita) 38e - 41 Ettore Milano (Ita) 27e - 42 Donato Piazza (Ita) 66e        |
| Arbos | Atala | Bartali |
| - 43 Bruno Monti (Ita) 23e - 44 Luciano Ciancola (Ita ab) - 45 Rinaldo Moresco (Ita) 36e - 46 Nino Assirelli (Ita) 61e - 47 Luciano Frosini (Ita) 49e - 48 Mario Gestri (Ita) 62e - 49 Primo Volpi (Ita) 25e             | - 50 Giancarlo Astrua (Ita) ab - 51 Danilo Barozzi (Ita) 19e - 52 Waldemaro Bartolozzi (Ita) ab - 53 Gianni Ghidini (Ita) ab - 54 Luciano Maggini (Ita) 58e - 55 Arrigo Padovan (Ita) 17e - 56 Luciano Pezzi (Ita) 64e  | - 57 Gino Bartali (Ita) 4e - 58 Ivo Baronti (Ita) 65e - 59 Serafino Biagioni (Ita) 26e - 60 Aldo Bini (Ita) 70e - 61 Giulio Bresci (Ita) 34e - 62 Giovanni Corrieri (Ita) ab - 63 Dante Rivola (Ita) 59e               |
| Bottecchia | Frejus | Ganna |
| - 64 Pasquale Fornara (Ita) 3e - 65 Oreste Conte (Ita) 31e - 66 Franco Franchi (Ita) 37e - 67 Antonio Medri (Ita) 54e - 68 Cesare Olmi (Ita) 63e - 69 Giovanni Roma (Ita) 7e - 70 Aldo Zuliani (Ita) 33e                 | - 71 Angelo Conterno (Ita) 5e - 72 Remo Bartalini (Ita) ab - 73 Giuseppe Buratti (Ita) ab - 74 Mario Ciabatti (Ita) 50e - 75 Marcello Ciolli (Ita) 48e - 76 Agostino Coletto (Ita) 20e - 77 Vittorio Rossello (Ita) 39e | - 78 Fiorenzo Magni (Ita) 9e - 79 Mario Baroni (Ita) 53e - 80 Pietro Giudici (Ita) 11e - 81 Livio Isotti (Ita) 40e - 82 Silvio Pedroni (Ita) 21e - 83 Vincenzo Rossello (Ita) 10e - 84 Virgilio Salimbeni (Ita) 56e    |
| Legnano | Levriere Benotto | Torpado |
| - 85 Giuseppe Minardi (Ita) ab - 86 Giorgio Albani (Ita) 15e - 87 Nino Defilippis (Ita) 12e - 88 Armando Barducci (Ita) 42e - 89 Rino Benedetti (Ita) ab - 90 Umberto Drei (Ita) ab - 91 Tranquillo Scudellaro (Ita) 33e | - 92 Donato Zampini (Ita) 16e - 93 Guido De Santi (Ita) 8e - 94 Adolfo Grosso (Ita) ab - 95 Giovanni Pettinati (Ita) 46e - 96 Albino Crespi (Ita) ab - 97 Mario Lorenzotti (Ita) ab - 98 Luigi Casola (Ita) ab          | - 99 Antonio Bevilacqua (Ita) ab - 100 Annibale Brasola (Ita) 68e - 101 Elio Brasola (Ita) 18e - 102 Renato Barbiero (Ita) ab - 103 Bortolo Bof (Ita) ab - 104 Giuseppe Doni (Ita) 47e - 105 Giacomo Zampieri (Ita) ab |
| Welter | | |
| - 106 Valerio Bonini (Ita) ab - 107 Carlo Clerici (Sui) ab - 108 Adolfo Ferrari (Ita) ab - 109 Alfredo Martini (Ita) ab - 110 Alfredo Pasotti (Ita) ab - 111 Marcello Pellegrini (Ita) 32e - 112 Walter Serena (Ita) 28e | | |